# Wereldbeker mountainbike 2010
De Wereldbeker mountainbike 2010 wordt gehouden van april tot en met augustus 2010. Wielrenners strijden in de disciplines crosscountry, Four-cross en downhill.
Het was dit seizoen een jubilee editie, het was namelijk voor de 20ste maal dat de wereldbeker door de Internationale Wielerunie (UCI) werd georganiseerd. De manches waren verspreid over Europa en Noord-Amerika.

## Crosscountry

### Mannen

#### Kalender en podia
| Nr. | Datum      | Locatie      | Eerste               | Tweede           | Derde            | Leider in het klassement |
| --- | ---------- | ------------ | -------------------- | ---------------- | ---------------- | ------------------------ |
| 1.  | 22/04/2010 | Dalby Forest | Nino Schurter        | Julien Absalon   | Burry Stander    | Nino Schurter            |
| 2.  | 02/05/2010 | Houffalize   | José Antonio Hermida | Manuel Fumic     | Wolfram Kurschat | José Antonio Hermida     |
| 3.  | 23/05/2010 | Offenburg    | Julien Absalon       | Nino Schurter    | Jaroslav Kulhavý | Julien Absalon           |
| 4.  | 25/07/2010 | Champéry     | Florian Vogel        | Jaroslav Kulhavý | Nino Schurter    | Julien Absalon           |
| 5.  | 01/08/2010 | Val di Sole  | Nino Schurter        | Julien Absalon   | Florian Vogel    | Nino Schurter            |
| 6.  | 29/08/2010 | Windham      | Jaroslav Kulhavý     | Nino Schurter    | Florian Vogel    | Nino Schurter            |

### Vrouwen

#### Kalender en podia
| Nr. | Datum      | Locatie      | Eerste              | Tweede               | Derde            | Leidster in het klassement |
| --- | ---------- | ------------ | ------------------- | -------------------- | ---------------- | -------------------------- |
| 1.  | 22/04/2010 | Dalby Forest | Irina Kalentieva    | Willow Koerber       | Kateřina Nash    | Irina Kalentieva           |
| 2.  | 02/05/2010 | Houffalize   | Eva Lechner         | Willow Koerber       | Elisabeth Osl    | Willow Koerber             |
| 3.  | 23/05/2010 | Offenburg    | Catharine Pendrel   | Georgia Gould        | Esther Süss      | Catharine Pendrel          |
| 4.  | 25/07/2010 | Champéry     | Nathalie Schneitter | Eva Lechner          | Willow Koerber   | Eva Lechner                |
| 5.  | 01/08/2010 | Val di Sole  | Maja Włoszczowska   | Catharine Pendrel    | Irina Kalentieva | Catharine Pendrel          |
| 6.  | 29/08/2010 | Windham      | Catharine Pendrel   | Marie-Hélène Prémont | Georgia Gould    | Catharine Pendrel          |

## Down Hill

### Mannen

#### Kalender en podia
| Nr. | Datum      | Locatie      | Eerste        | Tweede       | Derde              |
| --- | ---------- | ------------ | ------------- | ------------ | ------------------ |
| 1.  | 16/05/2010 | Maribor      | Greg Minnaar  | Gee Atherton | Brendan Fairclough |
| 2.  | 06/06/2010 | Fort William | Gee Atherton  | Cameron Cole | Greg Minnaar       |
| 3.  | 20/06/2010 | Leogang      | Greg Minnaar  | Gee Atherton | Aaron Gwin         |
| 4.  | 24/07/2010 | Champéry     | Gee Atherton  | Greg Minnaar | Brendan Fairclough |
| 5.  | 01/08/2010 | Val di Sole  | Marc Beaumont | Greg Minnaar | Gee Atherton       |
| 6.  | 29/08/2010 | Windham      | Gee Atherton  | Greg Minnaar | Samuel Blenkinsop  |

#### Eindstand
- Gee Atherton
- Greg Minnaar
- Samuel Blenkinsop

### Vrouwen

#### Kalender en podia
| Nr. | Datum      | Locatie      | Eerste          | Tweede          | Derde          |
| --- | ---------- | ------------ | --------------- | --------------- | -------------- |
| 1.  | 16/05/2010 | Maribor      | Rachel Atherton | Sabrina Jonnier | Floriane Pugin |
| 2.  | 06/06/2010 | Fort William | Sabrina Jonnier | Rachel Atherton | Floriane Pugin |
| 3.  | 20/06/2010 | Leogang      | Sabrina Jonnier | Emmeline Ragot  | Floriane Pugin |
| 4.  | 24/07/2010 | Champéry     | Emmeline Ragot  | Sabrina Jonnier | Myriam Nicole  |
| 5.  | 01/08/2010 | Val di Sole  | Emmeline Ragot  | Sabrina Jonnier | Tracy Moseley  |
| 6.  | 29/08/2010 | Windham      | Rachel Atherton | Tracy Moseley   | Emmeline Ragot |

#### Eindstand
- Sabrina Jonnier
- Emmeline Ragot
- Tracy Moseley

## 4 Cross

### Mannen

#### Kalender en podia
| Nr. | Datum      | Locatie      | Eerste             | Tweede        | Derde         |
| --- | ---------- | ------------ | ------------------ | ------------- | ------------- |
| 1.  | 01/05/2010 | Houffalize   | Jared Graves       | Tomáš Slavík  | Michal Prokop |
| 2.  | 15/05/2010 | Maribor      | Michal Maroši      | Jared Graves  | Joost Wichman |
| 3.  | 05/06/2010 | Fort William | Jared Graves       | Joost Wichman | Michal Prokop |
| 4.  | 19/06/2010 | Leogang      | Jared Graves       | Tomáš Slavík  | Michal Maroši |
| 5.  | 01/08/2010 | Val di Sole  | Roger Rinderknecht | Tomáš Slavík  | Michal Prokop |
| 6.  | 29/08/2010 | Windham      | Jared Graves       | Michal Prokop | Tomáš Slavík  |

#### Eindstand
- Jared Graves
- Tomáš Slavík
- Joost Wichman

### Vrouwen

#### Kalender en podia
| Nr. | Datum      | Locatie      | Eerste          | Tweede            | Derde             |
| --- | ---------- | ------------ | --------------- | ----------------- | ----------------- |
| 1.  | 01/05/2010 | Houffalize   | Jana Horáková   | Anita Molcik      | Emmeline Ragot    |
| 2.  | 15/05/2010 | Maribor      | Fionn Griffiths | Sarsha Huntington | Anneke Beerten    |
| 3.  | 05/06/2010 | Fort William | Jana Horáková   | Anita Molcik      | Romana Labounková |
| 4.  | 19/06/2010 | Leogang      | Anneke Beerten  | Joanna Petterson  | Romana Labounková |
| 5.  | 01/08/2010 | Val di Sole  | Anneke Beerten  | Anita Molcik      | Katy Curd         |
| 6.  | 29/08/2010 | Windham      | Anita Molcik    | Caroline Buchanan | Jana Horáková     |

#### Eindstand
- Anita Molcik
- Anneke Beerten
- Jana Horáková